# 苏布尔嘎镇
苏布尔嘎镇，是中华人民共和国内蒙古自治区鄂尔多斯市伊金霍洛旗下辖的一个乡镇级行政单位。由原苏布尔嘎苏木、台吉召镇、合同庙乡于2005年撤并而成。

## 行政区划
苏布尔嘎镇下辖以下地区：
苏布尔嘎嘎查、壕赖苏村、小乌兰敖包村、敖尔给呼村、哈布其勒村、阿日雅布鲁村、道劳岱村、乌兰提格村、阿尔胡德梁村、敖包圪台村、乌尔掌村、敏盖村、光明村、光胜村、光生村、毛盖图村、查干日格召村、木呼敖包村、阿格图村、毛乌聂盖村、伊勒概沟村、合同庙村、哈拉盖图村、阿斯日音希里村、全盛久村、扎斋庙村和杨家壕村。